# Justina Ruiz de Conde
Justina Ruiz de Conde, née à Madrid, le 30 novembre 1909 et morte à Martha's Vineyard, le 1er décembre 2000, est une universitaire espagnole. Elle s'exile aux États-Unis après la guerre civile espagnole et enseigne au Wellesley College. Elle est spécialiste de la littérature chevaleresque espagnole.

## Biographie
Justina Ruiz Malaxechevarría naît à Madrid le 30 novembre 1909. Elle obtient une licence de droit à l'université de Madrid en 1932 et participe, comme secrétaire de Clara Campoamor, aux activités de l'Asociación Española de Mujeres Universitarias et de la Fédération internationale de femmes diplômées des universités. Pendant la Guerre d'Espagne, Justina participe à l'accueil des enfants réfugiés à Barcelone. Elle sollicite notamment l'aide humanitaire américaine auprès d'Eleanor Roosevelt.
Elle épouse le médecin militaire Manuel Conde. Le couple se sépare puis part en exil séparément.
Justina Ruiz séjourne quelque temps en France, puis émigre aux États-Unis en 1939 en raison de la situation politique internationale. Elle s'installe à Boston en 1939. Elle enseigne à l'Abbot Academy dans le Massachusetts, et au Middlebury College dans le Vermont, et reprend ses études au Radcliffe Institute for Advanced Study, où elle obtient une maîtrise en 1943, puis elle soutient une thèse de doctorat en 1945. Elle publie sa thèse, dans laquelle elle étudie principalement le Livre du chevalier Zifar, Tirant le Blanc, Amadis de Gaule et Palmerín de Inglaterra sous l'intitulé El amor y el matrimonio secreto en los libros de caballerías en 1948.
Elle enseigne au Wellesley College à partir de 1941 et est nommée professeur titulaire en 1958. Elle dirige le département d'espagnol de 1946 à 1970. Elle prend sa retraite académique en 1975.
Depuis son exil, Justina Ruiz de Conde contribue avec Isabel García Lorca à la fondation, en 1953, de l'Asociación Española de Mujeres Universitarias.
Pour ses 80 ans, un livre de mélanges intitulé Justina: Homenaje a Justina Ruiz de Conde en su ochenta cumpleaños (1992) auquel contribuent notamment Jorge Guillén, Julián Marías Aguilera et Rafael Lapesa lui est offert. Elle est nommée dame de l'ordre d'Isabelle la Catholique en 1998, pour « sa vie au service de l'Espagne ».
Justina Ruiz de Conde meurt à Martha's Vineyard dans le Massachusetts le 1er décembre 2000, à 91 ans. Ses papiers personnels, notamment sa correspondance avec des poètes et des intellectuels espagnols de son époque, l'Asociación Auxiliar del Nino et l'Asociación Española de Mujeres Universitarias, sont conservés au Wellesley College.

## Publications
- El amor y el matrimonio secreto en los libros de caballerías, Madrid, Aguilar, 1948[3].
- Antonio Machado y Guiomar, Madrid, Ínsula, 1964[6].
- El Cántico americano de Jorge Guillén, Madrid, Mauricio D’Ors, 1973[7],[8].

## Distinctions
- Officier de l'ordre d'Isabelle la Catholique